# Jonas Torsten Krüger

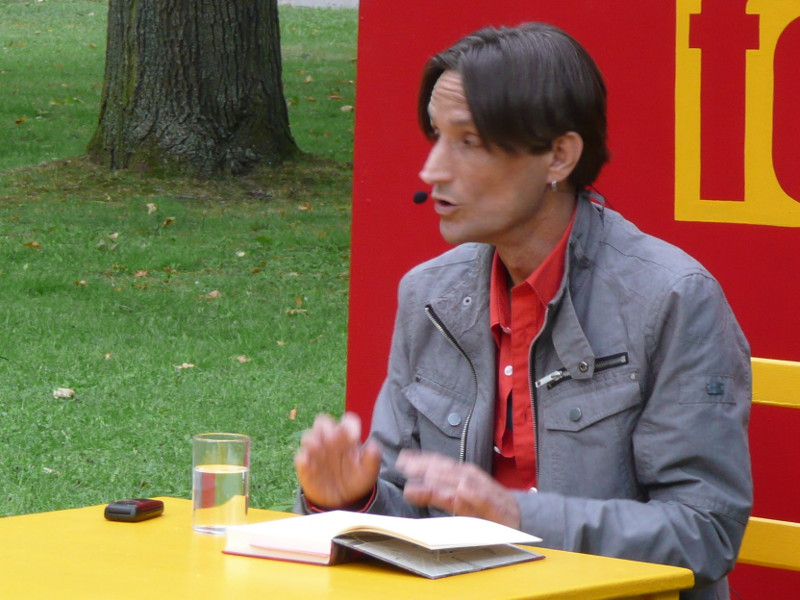
Jonas Torsten Krüger bei einer Lesung auf dem Erlanger Poetenfest 2011

Jonas Torsten Krüger (* 1967 in Frankfurt am Main) ist ein deutscher Jugendbuch-, Krimi- und Fantasyschriftsteller.
1993 erfolgte seine erste Gedichtveröffentlichung, 2000 erreichte er den zweiten Platz des Wolfgang-Hohlbein-Preises. 2003 gewann er den Deutschen Umweltpreis für Jugendliteratur für Das Geheimnis der Dünen. Jonas Torsten Krüger lebt in Berlin und ist heute Lehrer am Ulrich von Hutten Gymnasium in Berlin-Lichtenrade und unterrichtet dort die Fächer Deutsch und Musik.

## Werke (Auswahl)
- unter sterbenden bäumen. Ökologische Texte in Prosa, Lyrik und Theater. Eine Grüne Literaturgeschichte von 1945 bis 2000. Tectum Verlag Marburg, 2001, ISBN 3-8288-8299-4
- Das Erbe des Magiers. Fantasyroman. Ueberreuter-Verlag, 2002, ISBN 3-8000-2981-2
- Das Geheimnis der Dünen. Abenteuer-Jugendroman. Ueberreuter-Verlag, 2002, ISBN 3-8000-2886-7
- Das Geheimnis von El Escorial. Abenteuer-Jugendroman. Ueberreuter-Verlag, 2003, ISBN 3-8000-5025-0
- Die Wassermagier von Alua. Fantasyroman. Ueberreuter-Verlag, 2004, ISBN 3-8000-5077-3
- Der Hüter des Bergwerks. Jugendkrimi. Ueberreuter-Verlag, 2005, ISBN 3-8000-5155-9
- Der Racheengel von Venedig. Mystery-Thriller. Ueberreuter-Verlag, 2007, ISBN 978-3-8000-5242-4
- Pilgerweg durch die Hölle. Historischer Jugendroman. Ueberreuter-Verlag, 2009, ISBN 978-3-8000-5510-4
- Drei fürs Museum. Die Nacht der Rätsel. Kinder-Krimi. Ueberreuter-Verlag, 2011, ISBN 978-3-8000-5586-9
- Drei fürs Museum. Der geheimnisvolle Stein. Kinder-Krimi. Ueberreuter-Verlag, 2012, ISBN 978-3-8000-5698-9
- Wir entdecken Spanien. Kindersachbuch. Illustrationen von Thilo Krapp. Betz, Wien/München 2012, ISBN 978-3-219-11506-2.
- Trio Berlin: Der Bärenraub. Jugendkrimi. Ueberreuter-Verlag, 2014, ISBN 978-3-7641-5020-4
- mit Uwe Krüger: Die Tränen der Vögel. Kriminalroman. emons-Verlag, 2016, ISBN 978-3-95451-810-4